# Nenana
|  | Aquest article tracta sobre una població d'Alaska. Si cerqueu el riu d'Alaska, vegeu «riu Nenana». |

Nenana és una població dels Estats Units a l'estat d'Alaska. Segons el cens del 2007 tenia 352 habitants.

## Demografia
Segons el cens del 2000, Nenana tenia 402 habitants, 171 habitatges, i 87 famílies La densitat de població era de 25,7 habitants/km².
Dels 171 habitatges en un 24% hi vivien nens de menys de 18 anys, en un 31% hi vivien parelles casades, en un 12,3% dones solteres, i en un 49,1% no eren unitats familiars. En el 42,1% dels habitatges hi vivien persones soles el 17,5% de les quals corresponia a persones de 65 anys o més que vivien soles. El nombre mitjà de persones vivint en cada habitatge era de 2,35 i el nombre mitjà de persones que vivien en cada família era de 3,3.
Per edats la població es repartia de la següent manera: un 27,6% tenia menys de 18 anys, un 7,7% entre 18 i 24, un 22,6% entre 25 i 44, un 28,9% de 45 a 60 i un 13,2% 65 anys o més.
L'edat mitjana era de 40 anys. Per cada 100 dones hi havia 112,7 homes. Per cada 100 dones de 18 o més anys hi havia 118,8 homes.
La renda mitjana per habitatge era de 33.333 $ i la renda mitjana per família de 40.938 $. Els homes tenien una renda mitjana de 46.125 $ mentre que les dones 26.094 $. La renda per capita de la població era de 17.334 $. Aproximadament el 13,4% de les famílies i el 17,8% de la població estaven per davall del llindar de pobresa.

## Poblacions més properes
El següent diagrama mostra les poblacions més properes.